# Bronisława Stankowicz
Bronisława Stankowicz CSA w zgromadzeniu Elżbieta (ur. 30 kwietnia  1844 w Wilnie, zm. 16 kwietnia 1929 tamże) – polska zakonnica, współzałożycielka Zgromadzenia Sióstr od Aniołów.

## Życiorys
Po ukończeniu gimnazjum w 1863 pracowała w Wilnie jako nauczycielka języków obcych i muzyki. W 1886 roku wstąpiła do Zakonu Córek Serca Maryi (sercanki Honorata Koźmińskiego), przyjmując zakonne imię Elżbieta. W 1889 roku z inicjatywy Wincentego Kluczyńskiego założyła Zgromadzenie Sióstr od Aniołów, którym kierowała przez trzydzieści lat.